# Sylvia Ruuska
Sylvia Eliina Ruuska (* 4. Juli 1942 in Berkeley, Kalifornien; † 7. Februar 2019) war eine Schwimmerin aus den Vereinigten Staaten. Sie gewann bei den Olympischen Spielen 1956 je eine Silber- und Bronzemedaille und bei den Panamerikanischen Spielen 1959 eine Silbermedaille.

## Sportliche Karriere
Sylvia Ruuska war zusammen mit ihrer jüngeren Schwester Pat der Star in der von ihrem Vater betreuten Mannschaft des YMCA in Berkeley, die zweimal die amerikanische Mannschaftsmeisterschaft gewann. Sylvia Ruuska gewann außerdem zwanzig weitere Titel der Amateur Athletic Union. So siegte sie von 1956 bis 1960 fünfmal bei den US-Meisterschaften auf der 400-Yards-Lagenstrecke.
Bei den Olympischen Spielen 1956 in Melbourne erreichte die 4-mal-100-Meter-Freistilstaffel der Vereinigten Staaten in der Besetzung Betty Brey, Nancy Simons, Kay Knapp und Marley Shriver den Endlauf. Im Finale schwammen Sylvia Ruuska, Shelley Mann, Nancy Simons und Joan Rosazza auf den zweiten Platz hinter der australischen Staffel. Schwimmerinnen, die nur im Vorlauf eingesetzt wurden, erhielten nach den bis 1980 gültigen Regeln keine Medaillen. Über 400 Meter Freistil siegten die Australierinnen Lorraine Crapp und Dawn Fraser vor Sylvia Ruuska und Marley Shriver.
In den Jahren danach verbesserte Sylvia Ruuska mehrfach den Weltrekord über 400 Meter Lagen, aber diese Strecke wurde erst 1964 in das olympische Programm und 1967 in das Programm der Panamerikanischen Spiele aufgenommen.  
Bei den Panamerikanischen Spielen 1959 in Chicago startete Ruuska über 400 Meter Freistil. Beim Dreifacherfolg der Schwimmerinnen aus den Vereinigten Staaten siegte Chris von Saltza vor Sylvia Ruuska und Donna Graham.
Im Jahr darauf bei den Olympischen Spielen 1960 in Rom startete Russka nur im Staffelvorlauf.  In der 4-mal-100-Meter-Freistilstaffel schwammen im Vorlauf Donna de Varona, Susan Doerr, Sylvia Ruuska und Molly Botkin. Im Finale siegten Joan Spillane, Shirley Stobs, Carolyn Wood und Chris von Saltza vor den Australierinnen und den Deutschen.
Sylvia Ruuska studierte an der Stanford University und startete während ihres Studiums für das Sportteam ihrer Universität. 1976 wurde sie in die International Swimming Hall of Fame aufgenommen.